# 1676

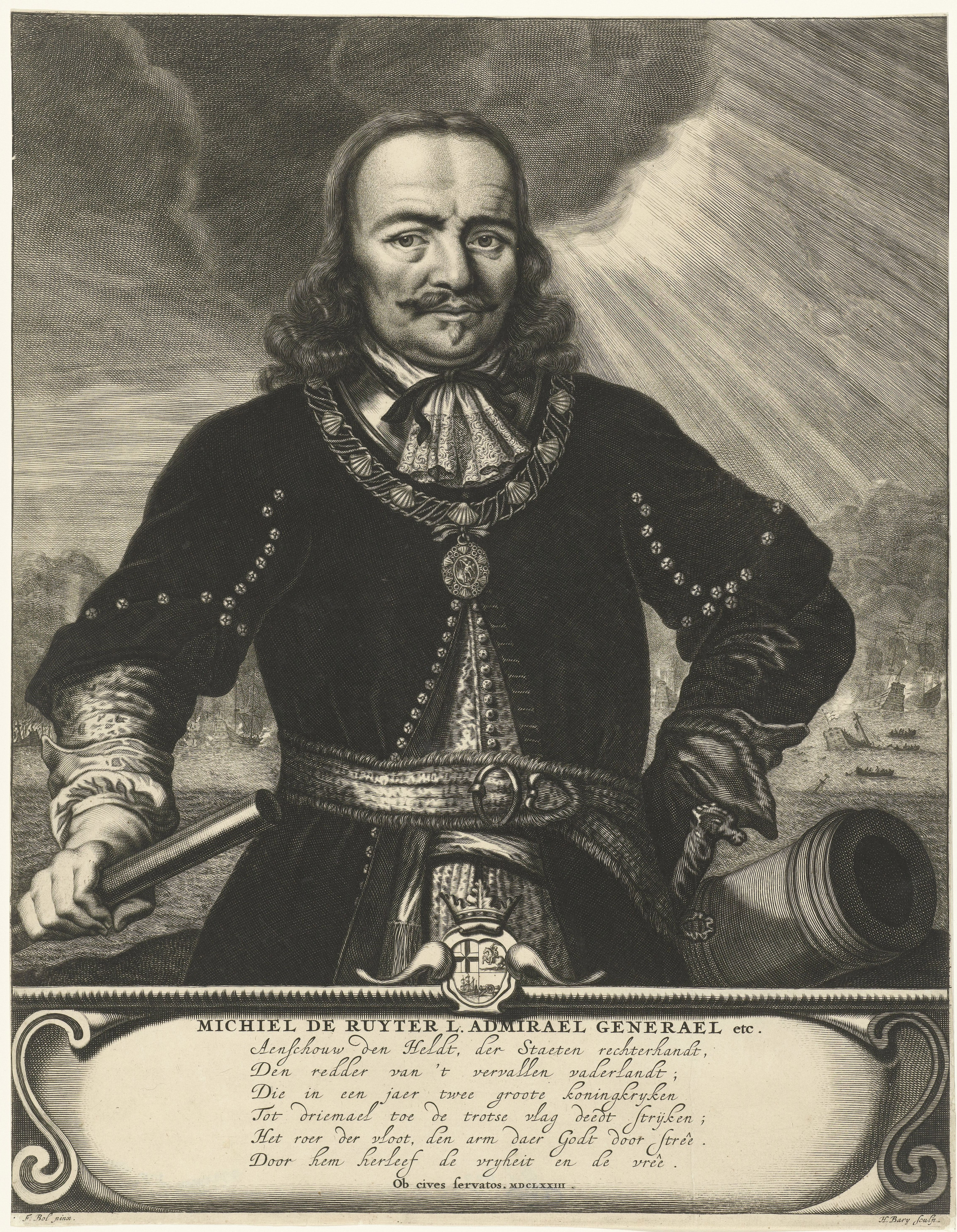
Michiel de Ruyter

Het jaar 1676 is het 76e jaar in de 17e eeuw volgens de christelijke jaartelling.

## Gebeurtenissen
februari
- 8 - Tsaar Alexis van Rusland sterft en wordt opgevolgd door zijn zoon Fjodor.
- 11 - Zesentwintig Hongaarse predikanten worden in Napels, waar ze galeistraffen uitvoeren, bevrijd door de Nederlandse admiraal Michiel de Ruyter.

april
- 5 - Op deze Paaszondag vaart volgens de legende het schip De Vliegende Hollander uit, het gebod tot zondagsheiliging trotserend. Als spookschip moet het volgens de overlevering voor eeuwig in de buurt van Kaap de Goede Hoop rondvaren.
- 22 - In de Slag bij Agosta tegen een Franse vloot raakt Michiel de Ruyter zwaargewond en overlijdt een week later.

mei
- 26 - De Hollandse lakenhandelaar Antoni van Leeuwenhoek ontdekt voor het eerst ‘kleine diertjens’, oftewel animalculen, onder zijn microscoop.

juni
- 11 - Slag bij Öland - De gecombineerde Deens/Nederlandse vloot onder leiding van Cornelis Tromp verslaat de Zweedse vloot.

juli
- 7 - Cornelis Tromp verovert de Zweedse plaats Ystad.

september
- 21 - De curiekardinaal Benedetto Odescalschi wordt gekozen tot paus Innocentius XI.

december
- 19 - De eerste Twaalfstedentocht wordt geschaatst.

zonder datum
- Stichting door de Fransen van de stad Pondicherry op de oostkust van het Indisch subcontinent.
- De Hongaarse stad Sopron wordt door brand verwoest.

## Muziek
- Heinrich Ignaz Franz Biber componeert de Sonatae, tam aris, quam aulis servientes

## Beeldende kunst

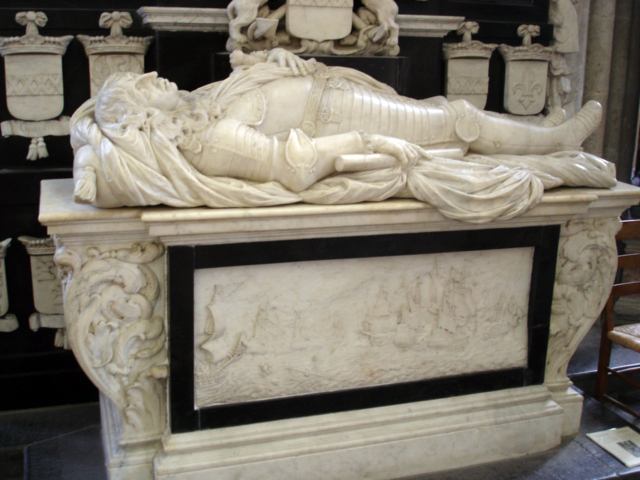
Grafmonument Willem Joseph van Ghent (1676) Rombout Verhulst, Domkerk, Utrecht

## Bouwkunst

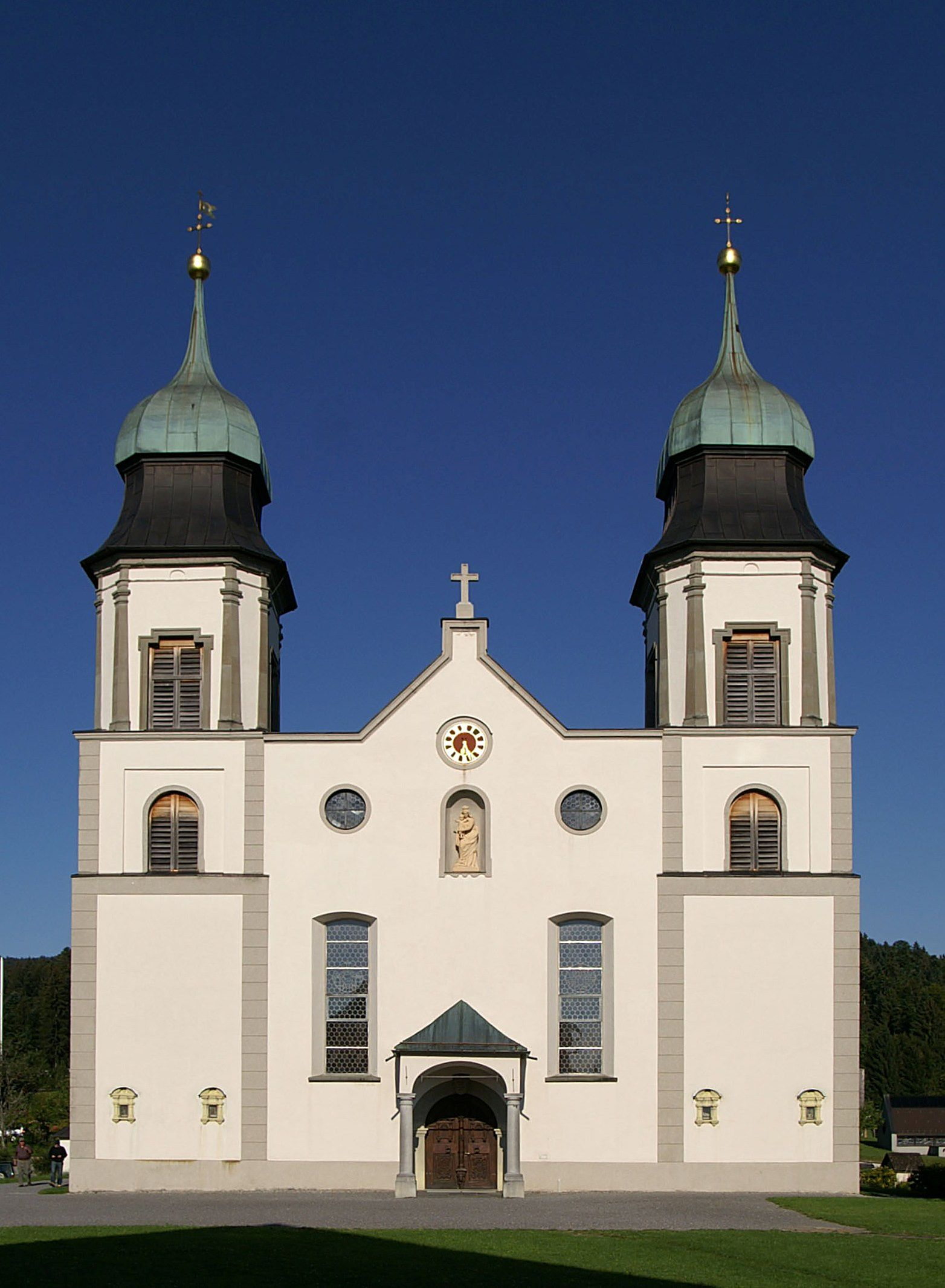
Wahlfahrtskirche Bildstein, Oostenrijk (1676)

## Geboren
maart
- 17 - Thomas Boston. Schots predikant (overleden 1732)

mei
- 23 - Johann Bernhard Bach, Duits componist (overleden 1749)
- 27 - Maria Clara Eimmart, Duitse astronome, graveur en ontwerper (overleden 1707)

september
- 18 - Everhard Lodewijk van Württemberg, hertog van Württemberg (overleden 1733)

november
- 8 - Louise Bénédicte van Bourbon-Condé, Franse adellijke dame (overleden 1753)

december
- 19 - Louis Nicolas Clérambault, Frans orgelcomponist (overleden 1749)

## Overleden
januari
- 14 - Francesco Cavalli (73), Italiaans componist

april
- 14 - Abraham Bosse (72), Frans etser
- 29 - Michiel Adriaenszoon de Ruyter (69), Nederlands vlootvoogd

juli
- 14 - Simon Grundel-Helmfelt (58), Zweeds maarschalk en baron
- 22 - Paus Clemens X (86), paus van 1670 tot 1676

september
- 4 - Frederik Hendrik van Nassau-Siegen (24), Duits prins, officier in het Staatse leger

november
- 1 - Gisbertus Voetius (87), Nederlands theoloog
- 2 - Adam Michna z Otradovic (76), Tsjechisch componist, muziekpedagoog, schrijver en organist

datum onbekend
- Nicolaes a Kempis (~76), barokcomponist, afkomstig uit de Nederlanden